# Inner space
Inner space (z ang. „wewnętrzna przestrzeń”, „wewnętrzny kosmos”) – odmiana fantastyki naukowej, koncentrująca się na wewnętrznych, psychicznych przeżyciach człowieka. Utwory tego nurtu odegrały istotną rolę w powstaniu Nowej Fali w s-f w latach 60. XX w. Popularyzację tego pojęcia i nadanie mu większego znaczenia przypisuje się J.G. Ballardowi.

## Charakterystyka
Vera Graaf pisze, że inner space „jest polemicznym wystąpieniem przeciwko upodobaniu, jakie s-f i jej czytelnicy znajdują w «Outer space» – Kosmosie. (...) Jest to przestrzeń wyobraźni, w której spotykają się i skupiają w jedno zewnętrzny świat realny i wewnętrzny świat ducha”, a autorów „fascynuje obserwacja i rozszyfrowanie ’wewnętrznego Wszechświata’, ’krajobrazów duszy’. (...) kierunek nie chce wyłącznie zagłębiać się we wnętrzu człowieka – chce znaleźć i opanować punkt przecięcia świata zewnętrznego z wewnętrznym”. Autorka dostrzega, że w przeciwieństwie do tradycyjnej s-f, eksponującej nauki matematyczno-przyrodnicze „wysuwa na plan pierwszy psychologię i psychoanalizę”. Graaf wiąże z tą formą s-f „świat psychodelicznych doświadczeń, świat muzyki i sztuki ’pop’”.
Andrzej Niewiadowski i Antoni Smuszkiewicz, autorzy Leksykonu polskiej literatury fantastycznonaukowej, definiują inner space jako „kategorię wprowadzoną do fantastyki naukowej przez reprezentantów tzw. Nowej fali na oznaczenie wewnętrznych, psychicznych przeżyć człowieka, jako wyimaginowanych światów pozbawionych związku ze światem realnym”. Piszą także w kontekście dyskusji o inner space, że „fantastyczne obrazy malowane przez pisarzy zainteresowanych dokonaniami twórców nowej fali są [w utworach tego nurtu] jedynie projekcjami stanów psychicznych, symbolami niesprecyzowanych tęsknot i niepokojów współczesnego człowieka”.
Pojęcie to jest węższe od szerzej pojętej fantastyki psychologicznej (zob. też powieść psychologiczna). Wąsko zdefiniowane można je też opisać jako „technologicznie wspomagane podróże do wnętrza ludzkiej psychiki”. Czasami termin inner space w fantastyce jest używany też w innych kontekstach niż psychologiczne, m.in. w utworach o cyberprzestrzeni, rejonach podwodnych czy miniaturyzacji.
Angielski pisarz J.G. Ballard, któremu przypisuje się spopularyzowanie tej koncepcji w latach sześćdziesiątych XX wieku, zaproponował następującą jej definicję: „wyimaginowana kraina, w której z jednej strony zewnętrzny świat rzeczywistości, a z drugiej wewnętrzny świat umysłu, spotykają się i łączą".

## Historia
Według Johna Clute’a, Davida Langforda i Petera Nichollsa, na polu s-f terminu prawdopodobnie po raz pierwszy użył Robert Bloch w przemówieniu podczas Worldconu w 1948, aczkolwiek termin ten nie zyskał wtedy popularności. Clute, Langford i Nicholls, a także Brian M. Stableford, zauważają też, że termin w tym kontekście spopularyzował J.B. Priestley w artykule They Came from Inner Space („New Statesman” 1954). W tym artykule Priestley krytykował fantastykę naukową za dziecinne opisywanie przygód w kosmosie zamiast eksplorowania wewnętrznego kosmosu ludzkiej psychologii. Stableford zauważył też, że rosnąca popularność tego terminu mogła być reakcją na popularność utworów używających terminu „outer space” (z ang. dalsza przestrzeń) takich jak film Przybysze z przestrzeni kosmicznej (It Came from Outer Space, 1953).
Popularyzację tego pojęcia i nadanie mu większego znaczenia przypisuje się J.G. Ballardowi (któremu Don D’Ammassa przypisał nawet utworzenie pojęcia). Ballard, czołowy twórca Nowej Fali w s-f, w swym artykule Which Way to Inner Space? opublikowanym w 1962 w magazynie „New Worlds”, postulował, podobnie jak Priestley dekadę wcześniej, by „twórcy ambitnej science fiction odeszli od powtarzalnych historii o galaktycznych przygodach, a zajęli się kosmosem wewnętrznym człowieka”.   
Apel Ballarda trafił na podatny grunt, a termin ten stał się popularny w twórczości pisarzy nowofalowych w połowie lat 60. Inicjatorami byli Ballard i Michael Moorcock. Jednym z pierwszych utworów odwołujących się do tego pojęcia w nazwie było opowiadanie Howard Kocha Invasion from Inner Space (1959), aczkolwiek krytycy nie są zgodni, czy opowiadanie Kocha o psychologii sztucznej inteligencji, i późniejsze utwory o cyberprzestrzeni, odzwierciedlają wymiary psychologiczne, o których pisali Priestley i Ballard.
Stanisław Lem w pracy Fantastyka i futurologia, doceniając talent Ballarda, skrytykował jego apel, dokonując porównania „jest to propozycja, jaką by fagot lub waltornia mogły postawić orkiestrze, w myśl której żaden inny głos, oprócz waltorni lub fagotu, nie potrafił wyrazić istoty muzyki”.
Brian Ash zauważa, że utwory fantastyki naukowej poruszające tematy psychologiczne istniały przed ukuciem i rozpowszechnieniem się tego pojęcia. Jako najwcześniejszy przykład wymienia powieść H. G. Wellsa Wyspa wariatów (Mr. Blettsworthy on Rampole Island, 1928), określając ją jako „prototyp utworów inner-space”. Rob Mayo zwraca uwagę na twórczość Petera Phillipsa z przełomu lat 40. i 50., w tym opowiadanie Dreams Are Sacred z 1948, które spopularyzowało pomysł "hakowania snów".
Vera Graaf pisze, że ruch powstał, gdy „radykalne skrzydło autorów s-f powstało jako świadomy sprzeciw wobec lekceważenia jednostki, wyrażającego się w Idea as hero, wobec papierowych bohaterów i romantycznego idealizowania kosmicznego ’pogranicza’”.
Rob Mayo twierdzi, że na lata 80. XX w. przypadł drugi „złoty wiek” inner space. Wtedy swe utwory zaczęli tworzyć m.in. Pat Cadigan i Greg Bear. Mayo zwraca także uwagę na film Dreamscape (1984), który uważa za pierwszy w tym gatunku. Kolejny okres popularności tego nurtu to pierwsza dekada XXI wieku (np. filmy Cela z 2000 i Incepcja z 2010). Zauważa, że Incepcja oznaczała „przejście fikcji o inner space od gatunku niszowego (literatura SF) do mainstreamu (kino hollywoodzkie)”.

## Twórczość

### Literatura
Pisarze tworzący utwory o tematyce inner space to m.in.:
- Brian W. Aldiss[12]
- J.G. Ballard[10][7][12][14]
- Barrington J. Bayley[10]
- Greg Bear[7]
- John Brunner[7][12]
- Pat Cadigan[7]
- Philip K. Dick[10][12]
- Thomas M. Disch[12]
- Harlan Ellison[12]
- Philip José Farmer[10]
- Ursula K. Le Guin[10][12]
- Doris Lessing[10]
- Michael Moorcock[4][12]
- Christopher Priest[12]
- Robert Silverberg[12][15]
- John T. Sladek(inne języki)[12]
- Norman Spinrad[12][16]
- James Tiptree Jr.[12]
- Roger Zelazny[7][17]

W literaturze polskiej twórczości inner space można się doszukiwać w twórczości Adama Hollanka (np. powieść Olśnienie z 1982).

### Film
Wybrane filmy o tematyce inner space:
- Stanley Kubrick 2001: Odyseja kosmiczna (1968)
- Andriej Tarkowski Solaris (1972)
- Ken Russell Odmienne stany świadomości (1980)
- Joseph Ruben(inne języki) Dreamscape(inne języki) (1984)
- Tarsem Singh(inne języki) Cela (2000)
- Christopher Nolan Incepcja (2010)